# U.S. Highway 5
U.S. Highway 5 ist ein United States Highway mit Nord-Süd-Verlauf, welcher die Neuengland-Bundesstaaten von Connecticut, Massachusetts und Vermont durchquert. Zu den bedeutendsten Städten entlang des Verlaufs gehören Springfield (Massachusetts), Hartford und New Haven. Nördlich von Hartford bis nach St. Johnsbury im Bundesstaat Vermont folgt die Straße eng dem Verlauf des Connecticut Rivers.
Der nördliche Terminus der Straße befindet sich in Derby Line an der kanadischen Grenze, von wo aus sie weiter nach Québec hinein verläuft, allerdings unter der Nummer Québec Route 143 (bis Mitte der 1970er Jahre hieß diese Québec Route 5). Der südliche Terminus befindet sich in New Haven bei der Anschlussstelle mit Interstate 91.  Der Gesamtverlauf von US 5 entspricht in etwa dem Verlauf von Interstate 91, der ebenfalls von New Haven nach Derby Line, wo er auf die Bezeichnung Québec Autoroute 55 wechselt, verläuft.

## Längen
| Meilen | km  | Staat         |  |
|        |     |               |  |
| 55     | 88  | Connecticut   |  |
| 53     | 85  | Massachusetts |  |
| 192    | 309 | Vermont       |  |
|        |     |               |  |
| 300    | 483 | Total         |  |